# Омовение ног

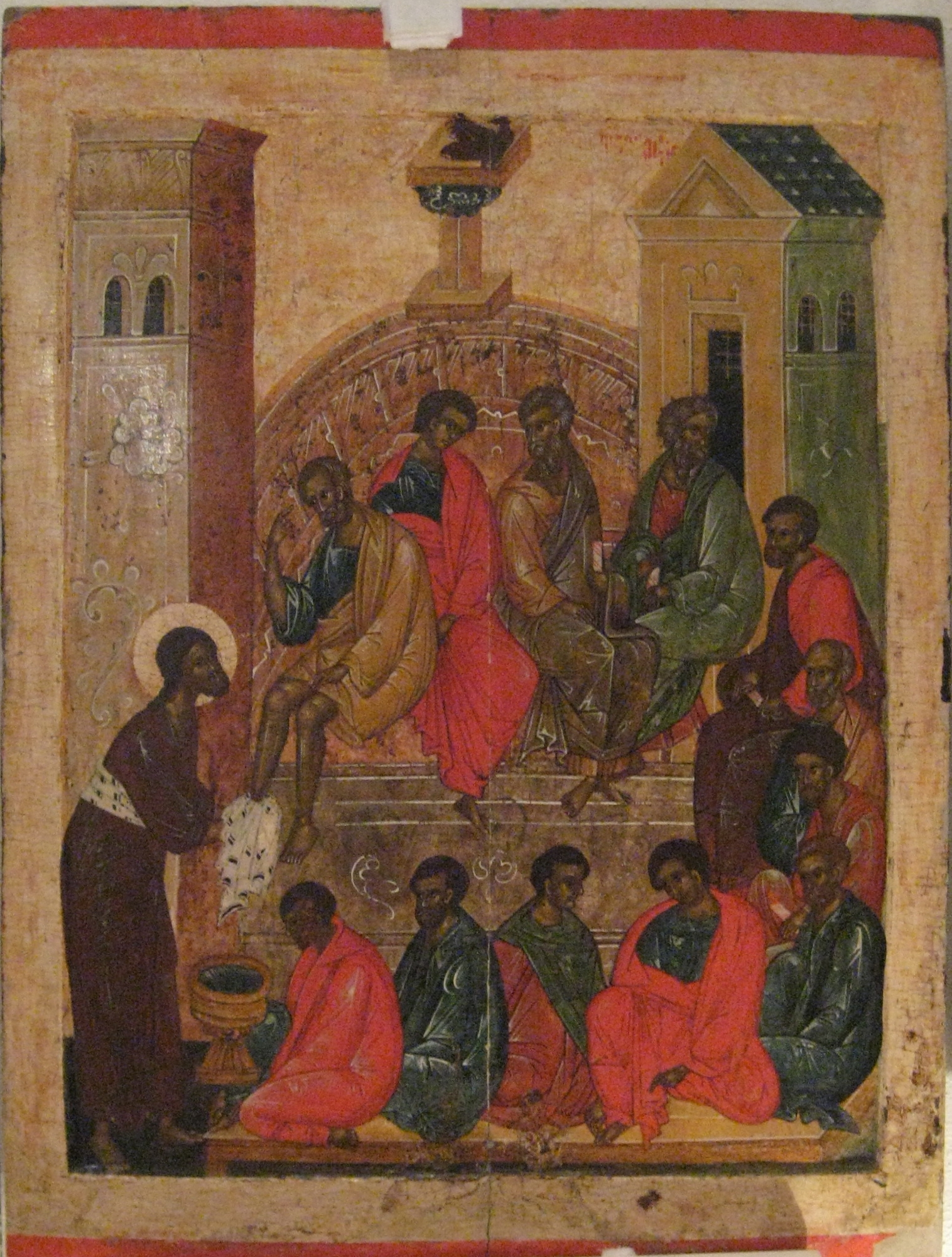
Омовение ног ученикам
(Псковская икона, XVI век)

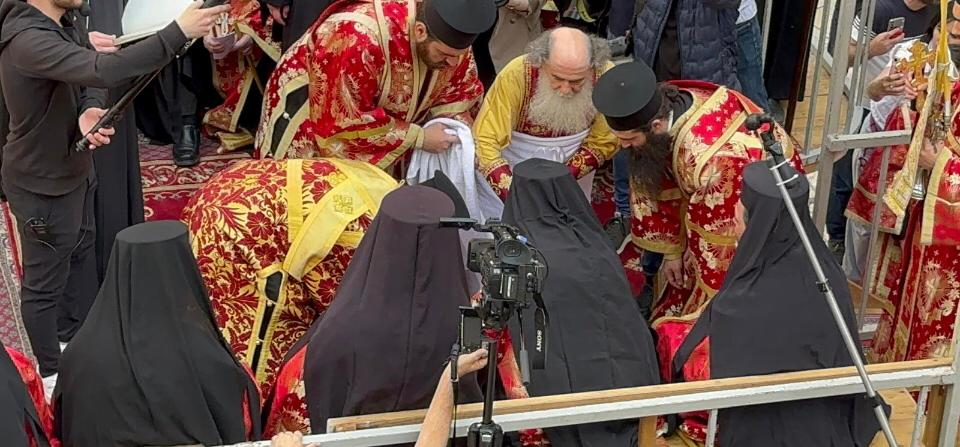
Патриарх Иерусалимской православной Церкви Феофил III совершает Чин омовения ног в клуатре Храма Гроба Господня. 2024 год

Омове́ние ног — описанное в Евангелии событие, характеризующее крайнее смирение Иисуса Христа, а также подражающий ему обряд в богослужебной практике ряда христианских церквей.

## Происхождение
На Востоке в древности данный обряд был обычаем гостеприимства (см. Быт. 18:4, Быт. 19:2, Быт. 43:24, Суд. 19:21).

## Омовение Христом ног ученикам
Омовение ног ученикам описано только в Евангелии от Иоанна. Согласно его рассказу, в начале тайной вечери:

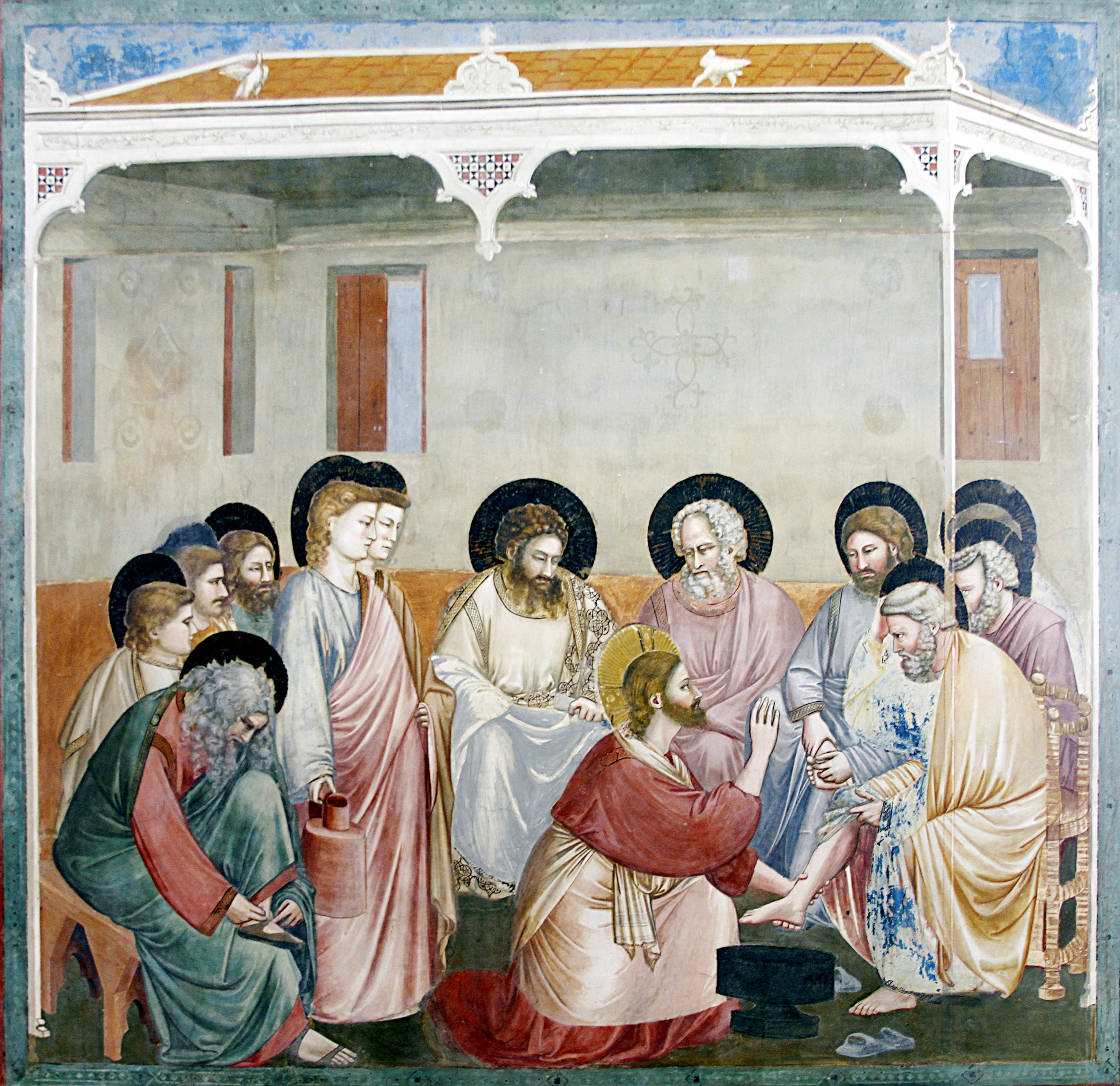
Христос умывает ноги Петру
(Джотто, фреска в капелле Скровеньи)

Иисус, зная, что Отец все отдал в руки Его, и что Он от Бога исшел и к Богу отходит, встал с вечери, снял с Себя верхнюю одежду и, взяв полотенце, препоясался. Потом влил воды в умывальницу и начал умывать ноги ученикам и отирать полотенцем, которым был препоясан. Подходит к Симону Петру, и тот говорит Ему: Господи! Тебе ли умывать мои ноги? Иисус сказал ему в ответ: что Я делаю, теперь ты не знаешь, а уразумеешь после. Петр говорит Ему: не умоешь ног моих вовек. Иисус отвечал ему: если не умою тебя, не имеешь части со Мною. Симон Петр говорит Ему: Господи! не только ноги мои, но и руки и голову. Иисус говорит ему: омытому нужно только ноги умыть, потому что чист весь; и вы чисты, но не все. Ибо знал Он предателя Своего, потому и сказал: не все вы чисты. Когда же умыл им ноги и надел одежду Свою, то, возлегши опять, сказал им: знаете ли, что Я сделал вам? Вы называете Меня Учителем и Господом, и правильно говорите, ибо Я точно то. Итак, если Я, Господь и Учитель, умыл ноги вам, то и вы должны умывать ноги друг другу. Ибо Я дал вам пример, чтобы и вы делали то же, что Я сделал вам. Истинно, истинно говорю вам: раб не больше господина своего, и посланник не больше пославшего его. Если это знаете, блаженны вы, когда исполняете
— Ин. 13:3-17

## Богослужебная практика

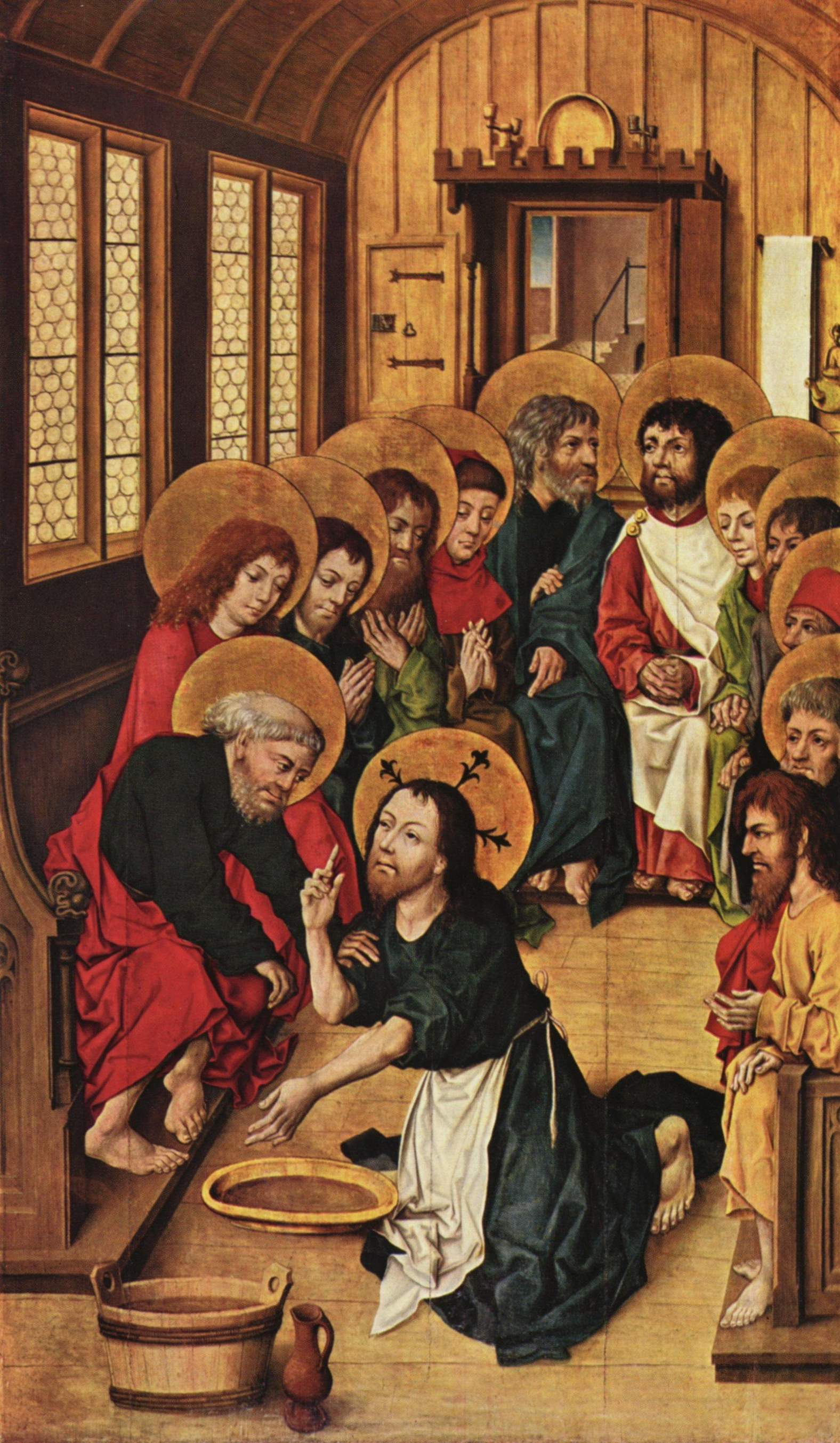
Омовение ног
(мастер амстердамского кабинета, конец XV века)

Обряд омовения ног присутствует в богослужебных традициях авраамических религий.

### Католицизм
В католической церкви обряд омовения ног совершается в Великий четверг на вечерней мессе воспоминания Тайной Вечери. Священник, предстоятельствующий на мессе, омывает ноги 12 прихожанам. Обряд проводится после проповеди, перед началом Евхаристической литургии.

### Православие
В Православной церкви обряд (чин умовения ног) совершает в Великий четверг архиерей, который омывает ноги 12 священникам (или монахам) в воспоминание омовения, исполненного Спасителем над апостолами пред Тайной вечерей.
Чин возник в Иерусалиме в VI—VII веках; впервые встречается в грузинском переводе древнего иерусалимского Лекционария. Около VIII века чин был воспринят в Константинополе, где, в отличие от Иерусалима, первоначально совершался не после, а до литургии Великого четверга, что отражено в Типиконе Великой церкви, в первоначальной редакции Студийского устава, в Евергетидском Типиконе. В Иерусалиме чин обычно совершается Патриархом на площади храма Воскресения.
В практике Русской православной церкви в XX веке обряд вышел из обязательного использования (совершался лишь в отдельных епархиях). Порядок совершения церковного чина омовения ног находится в Чиновнике архиерейского священнослужения. В 2009 году патриарх Кирилл 16 апреля, в Великий четверг, по окончании литургии в Богоявленском соборе впервые в новейшей истории русской церкви совершил чин умовения ног.

### Протестантизм
В ходе Реформации анабаптисты возродили буквальное исполнение обряда. Одиннадцатая статья Дордрехтского вероисповедания 1632 года призывает омывать ноги святым, как проявление служения и жертвенной любви. От меннонитов практика перешла к баптистким и различным свободным (братским) европейским церквам. Граф Цинцендорф восстановил практику омовения ног у моравских братьев.
Баптисты и амиши перевезли обряд в Северную Америку. Именно от баптистов омовение ног переняли адвентисты и многие американские пятидесятники.
В Российской империи, в годы становления российско-украинского баптизма, дискуссия о необходимости принятии практики омовения ног имела место. В частности, этот вопрос обсуждался на первом съезде русских баптистов в 1884 году: в поддержку выступил первый председатель Союза русских баптистов И. И. Вилер, ему возражал И. В. Каргель. Съезд решил передать этот вопрос на усмотрение поместных общин. В дальнейшем в среде евангельских христиан-баптистов практика не получила широкого распространения.
В 1920 году, пятидесятнический миссионер Иван Воронаев, во время вынужденной остановки в Стамбуле, познакомился с турецкой общиной адвентистов, принявших учение о крещении Святым Духом. В этой общине он увидел обряд омовения ног и впоследствии ввёл его в практику Союза христиан евангельской веры. По условиям «августовского соглашения» об объединении с баптистами в 1945 году, советским пятидесятникам фактически надлежало прекратить омовение ног. Общины нерегистрированного братства пятидесятников сохранили омовение ног до сих пор.
Омовение ног рядовыми верующими во время причастия практикуется в следующих направления протестантизма:

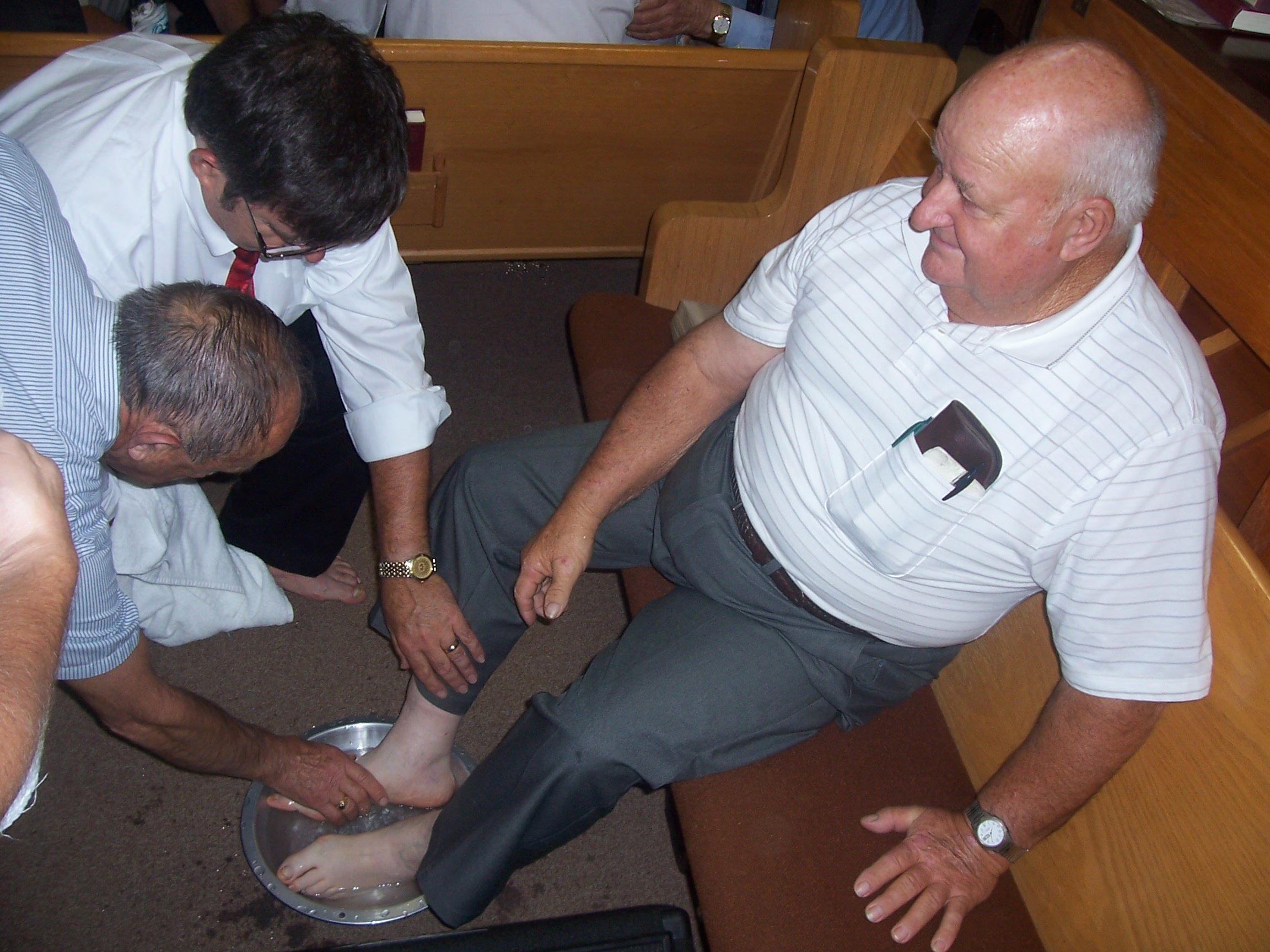
Омовение ног в американской баптистской церкви

- большинство меннонитов, амиши[11]
- некоторые баптисты[11]
- некоторые методисты и общины движения святости[11]
- Церковь адвентистов седьмого дня[11]
- большая часть пятидесятников Европы и Северной Америки, а также часть пятидесятников постсоветских стран:

Апостольская церковь Эфиопии
Международная объединённая пятидесятническая церковь
Объединённая церковь христиан веры евангельской
Церковь Бога (Кливленд, Теннесси)
Церковь Бога пророчеств
Церковь Бога во Христе
в некоторых общинах Ассамблей Бога
в некоторых общинах Международной пятидесятнической церкви святости
Обычно мужчины омывают ноги мужчинам, а женщины — женщинам. В некоторых общинах принято, чтобы супруги омывали ноги друг другу.
В истории известны случаи, когда в учении некоторых церквей была убеждённость, что без омовения ног перед евхаристией человек теряет спасение. Однако некоторые из протестантских богословов соглашаются, что омовение ног — пример для нелицеприятного служения другим в духе любви, а не обязательное условие спасения. Другие богословы соглашаются, что пример омовения ног - заповедь Иисуса Христа, которую Он утвердил.
```
Иисус Христос показал пример заповеди омовения ног Своим примером и сделал Своих учеников должниками её исполнения. (см. 

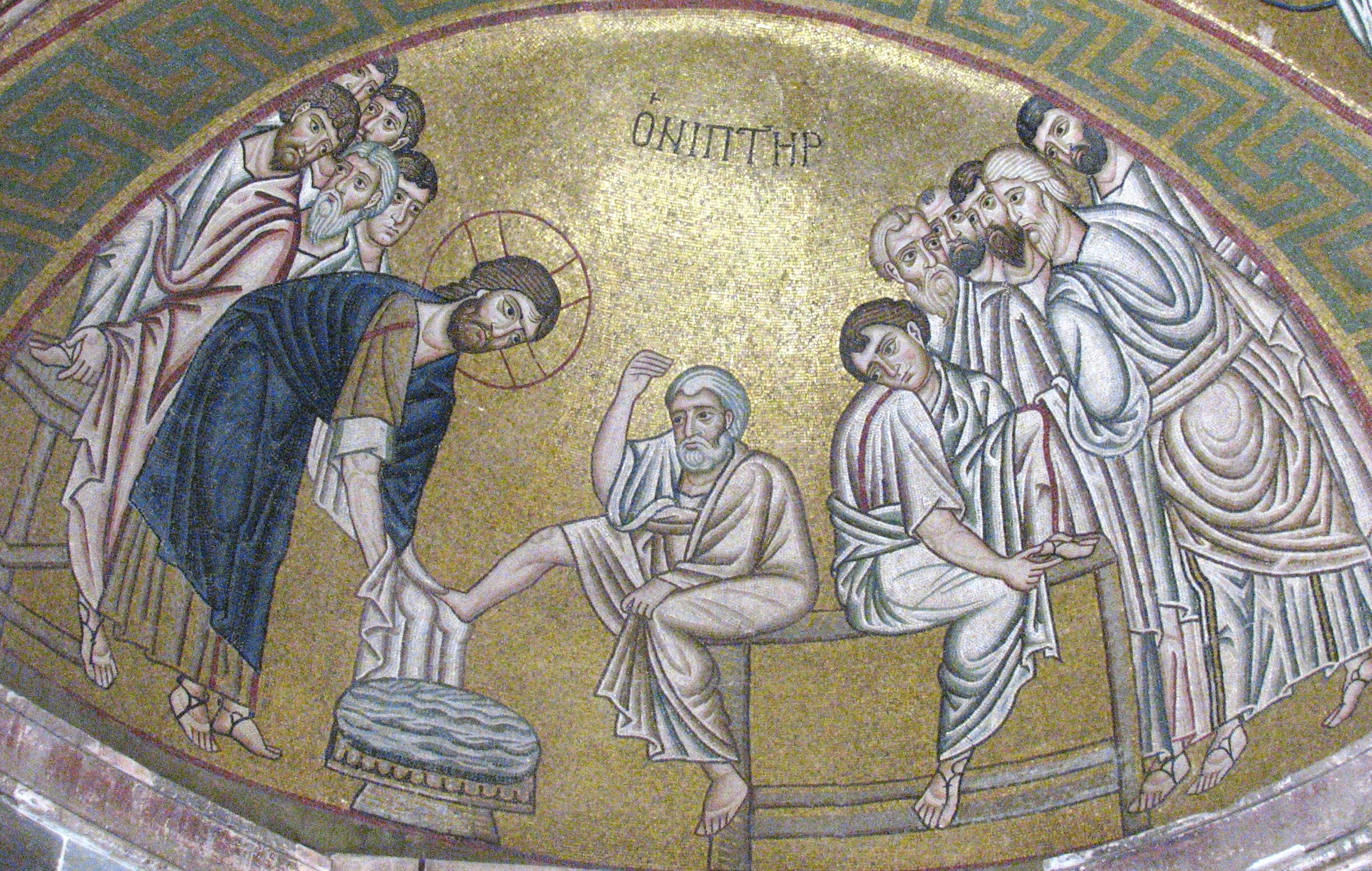
Византийская мозаика из Осиос Лукас

Благодать
). 
```

### Иудаизм
Заповедью Торы только для священников является омывать руки и ноги перед жертвоприношением.